# Гобер, Филипп
Филипп Гобер (фр. Philippe Gaubert; 4 июля 1879, Каор — 8 июля 1941, Париж) — французский флейтист, композитор и дирижёр.

## Биография
Отец Гобера, сапожник, любительски играл на кларнете, а Филипп поначалу занимался на скрипке. В 7 лет он со своей семьёй переезжает в Париж. Там Филипп Гобер по собственному желанию сменил скрипку на флейту. Уроки брал у известных преподавателей-флейтистов – сперва у Жюля Таффанеля, с 1890 года – у его сына Поля. В 1893 Гобер поступил в Парижскую консерваторию, где его учитель Поль Таффанель получил место профессора. В 1894 году Гобер выиграл первую премию конкурса флейтистов Парижской консерватории. В консерватории помимо занятий на флейте серьёзно изучал гармонию и композицию у Рауля Пюньо, Ксавье Леру и Шарля Леневё. Играл первую флейту в Оркестре концертного общества Парижской консерватории. Одновременно с 1897 года Гобер играл третью флейту в оркестре Парижской оперы. В 1903 году Гобер получил первый приз консерватории за сочинение фуги, а в 1905-ом стал лауреатом Римской премии второй степени. С 1904 года Гобер – второй дирижёр Оркестра концертного общества Парижской консерватории. 
Во время Первой мировой войны Филипп Гобер был мобилизован и в 1916 принимал участие в сражении под Верденом. В 1919 г. Гобер занял сразу три ключевых поста: место профессора флейты в Парижской консерватории (здесь его учениками были, в частности, Марсель Моиз и Гастон Крюнель), музыкального руководителя Парижской оперы и главного дирижёра Оркестра концертного общества Парижской консерватории. В 1923 году Гобер закончил свою исполнительскую деятельность как флейтист. Тем не менее, он преподавал флейту в консерватории до 1931 года, а затем там же стал преподавать дирижирование.
Умер Филипп Гобер 8 июля 1941 года от инсульта.

## Творческая деятельность
В соавторстве с Луи Флёри закончил начатый Таффанелем учебник игры на флейте (фр. Méthode complète de flûte), и только в 1923 году «Полная школа игры на флейте» Таффанеля-Гобера, работа над которой шла десятилетиями, наконец, была издана. Генри Маколей Фицгиббон, рецензируя книгу для американского журнала «The Flutist», оценил её как «энциклопедию игры на флейте», отмечая, что «сотрудничество ведущих французских флейтистов двух поколений придаёт этой книге исключительную авторитетность».
В качестве дирижёра Гобер руководил рядом важных премьер — в частности, оперы Альбера Русселя «Падмавати» (1923 год) и его же балета «Вакх и Ариадна» (1931 год). Постановка балета Сергея Прокофьева «На Днепре» в 1932 году не обрела успеха публики. В 1939-ом Гобер оставил место главного дирижёра Парижской оперы, однако в 1940-ом вновь стал её главным дирижёром. 
8 июля 1941 года, спустя несколько дней после премьеры своего балета «Рыцарь и девушка», он скоропостижно скончался в Париже от апоплексического удара.
В 1921 году Гобер стал кавалером, в 1929-ом — офицером, а в 1938-ом командором Ордена Почётного легиона.
Альбер Руссель посвятил Филиппу Гоберу четвёртую часть своего цикла «Флейтисты».

## Сочинения
Композиторское наследие Филиппа Гобера, отмеченное влиянием Габриэля Форе и Клода Дебюсси, включает оперы «Фрески» (фр. Fresques; 1923) и «Наиля» (фр. Naïla; 1927), балеты «Кавалер и девушка» (фр. Le Chevallier et la demoiselle; 1941) и «Александр Великий», симфонию, скрипичный и виолончельный концерты.
Его произведения для флейты часто исполняются, особенно популярны «Ноктюрн и Аллегро Скерцандо», а также «Фантазия» (1912) для флейты и фортепиано. Остальные произведения, написанные им для этого инструмента:
- «Греческий дивертисмент» для 2х флейт и фп. (или арфы)
- 3 сонаты для фл. и фп.
- Сонатина для флейты и фп.
- Баллада для альта и фп. (1938)
- Баллада для флейты и фп.
- «Вечер в долине», «Ориенталь» — два эскиза для флейты и фп.
- Романс для флейты и фп.
- Сицилиана для флейты и фп.
- «На воде» для флейты и фп.
- Колыбельная для флейты и фп.
- Мадригал для флейты и фп.
- «Ясным утром», «Осенний вечер», «Серенада», «Романтическая пьеса» для флейты, виолончели и фп.
- Тарантелла для флейты, гобоя и фп.
- «Soir paen» на слова Самена для флейты, голоса и фп.
- Фантазия для кларнета и фортепиано (посвящена Просперу Мимару)